# Трофимов, Сергей Вячеславович
Серге́й Вячесла́вович Трофи́мов (род. 4 ноября 1966, Москва, СССР), также известный как Трофи́м — советский и российский певец, автор-исполнитель, поэт-песенник и музыкант. Заслуженный артист Российской Федерации (2011). Выступает в жанрах «русский шансон» и «авторская песня».

## Биография
Родился 4 ноября 1966 года в городе Москве. Мать Галина Фёдоровна Трофимова (Гордеева) (1945—2021). Дед по линии мамы Фёдор Гордеев.
С 1973 по 1983 год: солист Московской Государственной хоровой капеллы мальчиков при институте им. Гнесиных.
В 1985 году учился в Московском государственном институте культуры и в Московской государственной консерватории (кафедра теории и композиции).
В 1985 году дипломант XII Всемирного фестиваля молодёжи и студентов в г. Москве.
В 1986 году работал в ресторане «Орехово» Москвы.
1987—1991: концертная деятельность в качестве рок-барда, записан альбом «Такая ранняя весна» с группой «Эроплан» (альбом не издан). Первые сольные концерты.
События начала 1990-х годов поспособствовали тому, что Сергей Трофимов принял крещение с целью сближения с древними традициями России.
1991—1993: служил певчим в хоре одной из московских церквей.
В 1992—1993 годах выпустил альбом певицы Светланы Владимирской.
В 1994 году начались музыкальные выступления под псевдонимом «Трофим», в это же время написал песню «Вот и всё, сказал мудрец и в воду канул».
В 1994 году выпустил альбом «Грешной души печаль» исполнителем которого был Александр Иванов. В этом же году состоялось начало собственной концертной деятельности. Начало сотрудничества с продюсерским центром Андрея Разина.
В 1995 году выпущен альбом певицы Каролины «Мама, всё о’кей» и альбом Светланы Алмазовой «В десяточку».
В 1998 году выпущен альбом певицы Аллы Горбачёвой «Голос», одновременно Сергей работает в поп-музыке. Начало активных сольных выступлений по России.
В 1998 году выходит второй альбом певицы Каролины «Королева», сольный (но не авторский) альбом «Вести из колючего далёка».
В 1999 году стал соавтором музыки к кинофильму «Ночной перекрёсток» США. 24 ноября 1999 года участвовал в «Музыкальном ринге» с Михаилом Кругом.
В 2000 году начались выступления в городах России, ночных клубах г. Москвы; сольный концерт в ДК им. Горького, состоялась поездка в Чечню, был заместителем председателя Попечительского Совета ГУИН России. Псевдоним «Трофим» отошёл на второй план, на афишах стали писать «Сергей Трофимов».
В 2001 году стал членом Союза писателей России.
В 2002 году награждён премией «Шансон года».
В 2005 году стал лауреатом Всероссийской литературной премии имени генералиссимуса А. В. Суворова, учреждённой Военно-художественной студией писателей.
В 2005 году в Государственном Кремлёвском дворце состоялось два аншлаговых концерта, посвящённых 10-летию творческой деятельности с участием известных эстрадных исполнителей (А. Розенбаум, А. Маршал, В. Маркин, Т. Овсиенко, И. Понаровская, Азиза, А. Иванов и гр. «Рондо», «Отпетые мошенники», «Cool & Jazzy», «Любовные истории», «Тутси» и т. д.).
В 2006 году состоялся выход сборника стихов «240 страниц», третий сольный концерт в Государственном Кремлёвском дворце с программой «Сорок сороков», состоявшийся 1 апреля.
В 2007 году награждён премией «Золотой граммофон» за песню «Московская песня».
В 2008 году снялся в сериале «Платина-2», а также был удостоен премии «Золотой граммофон» за песню «Город Сочи».
В 2009 году стал лауреатом премии ФСБ (за лучшие произведения литературы и искусства о деятельности органов Федеральной службы безопасности) за исполнение композиции «Кем мы были для Отчизны».
В 2009 году награждён премией «Золотой граммофон» за песню «Город в пробках».
В 2010 году состоялись концерты в США. При перелёте с гастролей на Родину написана песня «5000 миль/Америка» (публичная премьера песни 15.06.2011 в БКЗ «Октябрьском», г. Санкт-Петербург и 16.06.2011 в ДК «АЗЛК», г. Москва).
В 2010 году награждён премией «Золотой граммофон» за песню «Не рассказывай».
В 2011 году присвоено звание «Заслуженный артист РФ», концертный тур по США.
В 2012 году состоялись два концерта в Кремле, 21 апреля — сольный концерт, 22 апреля — бенефис с участием звёзд эстрады.
В 2014 году награждён премией «Золотой граммофон» за песню «Интернет».
В качестве поэта и композитора Сергей Трофимов работал со Светланой Владимирской, Вахтангом Кикабидзе, Лаймой Вайкуле, Ладой Дэнс, Александром Маршалом, Каролиной (альбомы «Мама, всё о’кей» и «Королева»), группой «Рондо» (альбом «Грешной души печаль» Александра Иванова), Аллой Горбачёвой (альбом «Голос»), Николаем Носковым, Еленой Пануровой и другими исполнителями. Также исполнил в дуэте с Денисом Майдановым песню «Жена».

## Участие в телепрограммах
- В 1999 году участвовал в программе «Музыкальный ринг» на телеканале РТР (против Михаила Круга). Проиграл.
- В 2004 году участвовал в телеигре «Форт Боярд» с Леонидом Ярмольником и Оксаной Федоровой, а также выступал в качестве капитана команды, в которую входили Эрнест Мацкявичюс, Игорь Лифанов, Максим Виторган, Наталия Забузова и Татьяна Александрова. Выигрыш составил 95 130 рублей.
- 16 марта 2018 года — Гость программы «Судьба человека с Борисом Корчевниковым» на телеканале «Россия-1»[17].

## Личная жизнь
Сергей Трофимов дважды женат, у него трое детей.
- Первая жена — Наталья.
  - Дочь Анна (род. 1989).
- Вторая жена — Анастасия Никишина, в прошлом танцовщица балета.
  - Сын Иван (род. 18.11.2003).
  - дочь Елизавета (род. 2008), по примеру отца ступившая на музыкальную стезю[19].

## Общественная позиция
6 февраля 2012 года был официально зарегистрирован как доверенное лицо кандидата в Президенты РФ и президента РФ Владимира Путина.
В 2014 году подписал Коллективное обращение деятелей культуры Российской Федерации в поддержку политики президента РФ В. В. Путина на Украине и в Крыму.

## Дискография

### Альбомы
- 1995: Аристократия помойки-1[22][23]
- 1996: С добрым утром!
- 1996: Аристократия помойки-2[24][25]
- 1996: Эх, я бы жил[26][27]
- 1998: Аристократия помойки-3: Девальвация[28][29]
- 1998: Вести из колючего далёка (народные песни)[30][31]
- 2000: Я рождаюсь вновь[32][33][34]
- 2000: Война и мир[35][36]
- 2001: Аристократия помойки-4: Основной инстинкт[37][38]
- 2002: Бард-Авангард[39][40]
- 2004: Ветер в голове[41][42]
- 2005: Ностальгия[43][44]
- 2007: Следующая остановка[45][46]
- 2009: Я живу в России[47][48]
- 2010: Всё не важно[49][50]
- 2011: Сорокапяточка[51][52]
- 2014: Чёрное и белое (Ч/Б)[53][54][55][56]
- 2017: Посередине[57][58][59][60]
- 2020: Пересмешник[61][62][63][64]

### Синглы
- 2014: Интернет[65]
- 2016: Бывший подъесаул (feat. Денис Майданов, Олег Газманов, Александр Маршал)[66]
- 2017: У меня есть ты
- 2017: Жена (feat. Денис Майданов)[67]
- 2017: На море[68][69]
- 2018: Ещё немного[70][71]
- 2018: Ядрёна-Матрёна[72][73]
- 2019: Малибу[74]
- 2019: Эврибади[75][76]
- 2020: Прости[77][78]
- 2020: Коронамания[79][80]
- 2020: Изоляция[81][82]

### Неизданные альбомы
- 1993: Такая ранняя весна (не издан)
- 2005: Альбом в подарок (ограниченный тираж)

### Переиздания
- 2005: Вести из колючего далека[83]
- 2005: Ностальгия (подарочное издание)
- 2006: Я рождаюсь вновь
- 2006: 10-летию творческой деятельности посвящается… (подарочное издание)[84]
- 2009: Я живу в России (2 дисковое подарочное издание + DVD-диск с клипами)[85]
- 2010: Всё не важно (подарочное издание)
- 2012: Аты-баты (подарочное издание)[86][87]

### Концертные альбомы
- 2001: CD «За наших дам!» (живая серия. выпуск 6)[88][89]
- 2004: CD «Посвящение Петербургу» (DVD «Ветер в голове»)[90][91]
- 2006: DVD «10-летию творческой деятельности посвящается»

### Официальные сборники
- 1996: С добрым утром! (альбом-сборник: новое и лучшее)
- 1999: Легенды русского шансона
- 2000: Избранное
- 2001: Снегири. Лучшие песни[92]
- 2003: По самому краю (+ клип «Бьюсь, как рыба»)[93][94]
- 2003: Я скучаю по тебе (альбом-сборник: новое и лучшее)[95][96]
- 2004: Трофим. МР3-сборник. Часть 1 и 2
- 2006: 10-летию творческой деятельности посвящается (альбом-сборник)[84]
- 2009: Коллекционное издание. Лучшие песни. Сергей Трофимов. МР3-сборник
- 2010: Star Hit: Сергей Трофимов — Лучшие песни
- 2011: Сергей Трофимов. Grand Collection. Часть 1 и 2
- 2011: МК-Коллекция. Аллея шансона. Сергей Трофимов. Часть 1 и 2
- 2011: Боже, какой пустяк. 45-летию артиста посвящается
- 2011: Сергей Трофимов. Романсы
- 2012: Аты-баты (альбом-сборник: новое и лучшее)[86][87]

## Исполнители песен Трофимова
- Алла Горбачёва
  - Альбом «Я приду!» (1997)
    - Зовущая любовь
    - Прощай

  - Альбом «Голос» (1998)
    - Что-то случилось
    - Снова одна
    - Мама

  - Альбом «Не грусти» (1998)
    - Весна
- Аракс
  - Альбом «Raritet» (2006)[97]
    - Блюз-разлука
    - Странная ночь
    - Далеко-далёко
- Александр Иванов
  - Альбом «Грешной души печаль» (1997)
    - Боже, какой пустяк
    - Я постелю Тебе под ноги небо
    - Моя неласковая Русь
    - Ночь
    - Москва
    - Она поверила в сказку
    - Я здесь живу
    - Я верю огню
    - Нежность
    - Ты мой свет (Но я тебе не верю)
    - Святая ложь
    - Белый снег

  - Сборник «Пространство (Баллады)»
    - На краю

  - Сборник «Пространство (Романсы)»
    - В те дни
- Вахтанг Кикабидзе
  - Альбом «Танго любви» (1999)
    - Мы уходим
    - С добрым утром, мужики!
- «Группа Небо»
  - Альбом «Повезло» (2002)
    - Бьюсь как рыба

  - Альбом «Мэйд ин Раша» (2003)
    - Странная ночь
- Елена Панурова
  - Альбом «Не обещай» (1996)[98]
    - Наше счастье[98]

  - Альбом «Я тебя никому не отдам» (1997)[99]
    - Я тебя никому не отдам[99]
    - А за окном был дождь[99]

  - Альбом «Что мы с тобой наделали» (1999)[100]
    - Что мы с тобой наделали[100]
    - На перепутье[100]
    - Нет[100]
- Лада Дэнс
  - Альбом «На островах любви» (1997)
    - Нежданный звонок
- Лариса Долина
  - Альбом «Слова Не Из Песни»[101]
    - Ах, Эти Ночи! (Песня Из К/ф «С Новым Годом, С Новым Счастьем»)[101]
- Николай Носков
  - Альбом «Mother Russia» (1994)
    - На Руси (русскоязычная версия песни «Mother Russia», муз. Н. Носкова)

  - Альбом «Блажь» (1998)
    - Я не модный (совместно с А. Чуланским, муз. Н. Носкова)
- Ирина Климова
  - Альбом «Я так устала ждать» (1998)
    - Я так устала ждать
    - Романс
- Каролина
  - Альбом «Вернись ко мне» (1994)[102][103]
    - Вот и все
    - Я свободна (муз. совместно с С. Разиным)
    - Ангел
    - Пусть эта ночь
    - Игрушка (муз. С. Разина)

  - Альбом «Мама, всё окей» (1996)[104][105]
    - Мама, всё окей
    - Богатый дедушка
    - Бархатный сезон
    - Ты меня уже не полюбишь
    - Мой номер 305-42-16
    - Заблудилась душа
    - Горе ты мое
    - Ласковый обман
    - Как жаль
    - Романс
    - Три песни в одной

  - Альбом «Королева» (1997)[106][107]
    - Лунная ночь
    - Только три минуты (муз. С. Туманова)
    - Что ты для меня значишь
    - Кокетство
    - В доме твоем ночь
    - В летнем кафе
    - Ворованное счастье (муз. В. Тюрина)
- Лев Лещенко
  - Альбом «Будь счастлива» (2006)[108]
    - Обычный день[109]
- Стас Пьеха
  - Альбом «10» (2014)[110]
    - Крылья[110]

## Награды
- медаль «За укрепление боевого содружества» — 2001 год.
- специальная премия радио «Шансон» в номинации «Лучшая лирика шансона» — 2004 год.
- медаль «За служение Отечеству» III степени — 16 февраля 2006 года по решению комиссии Национального Благотворительного Фонда «Вечная Слава Героям», Национального Комитета Кавалеров Русских Императорских Орденов и Национального Оборонного Фонда «Парад».
- орден «Ветеранский крест» II степени — 2 ноября 2006 года Постановлением № 4 Правления «Объединенной группы ветеранов специальных служб „ВЫМПЕЛ“».
- орден «Служение искусству» — 23 февраля 2007 года Благотворительным Общественным Движением «Добрые Люди Мира», за неустанное многолетнее служение искусству, за возрождение высоких духовных идеалов в душах своих слушателей.
- вторая премия ФСБ РФ за лучшие произведения литературы и искусства о деятельности органов федеральной службы безопасности — 23 декабря 2009 года за исполнение композиции «Кем мы были для Отчизны».
- Заслуженный артист Российской Федерации (10 марта 2011 года)[1] — за заслуги в области искусства.

## Наиболее известные песни
| - «Алёшка», - «Аристократия помойки», - «Аты-баты», - «Ах, эти ночи», - «Боги, мои Боги», - «Бьюсь, как рыба», - «Всё не важно», - «Вне закона», - «Весенний блюз», - «Ветер в голове», - «Голуби», - «Город в пробках», - «Город Сочи», | - «Дальнобойщик», - «Интернет», - «Как мне сейчас хорошо…», - «Колыбельная для России», - «Корпоративная тусовка», - «Красное, чёрное, ноль», - «Московская песня», - «На краю», - «Не покидай меня», - «Не рассказывай», - «Ностальгия», - «Песня о Ленине», - «Поколение пепси-колы», | - «Полынья», - «Пожалей», - «Просто так» (исполнялось с группой Тутси), - «С добрым утром», - «Сегодня в городе моём…», - «Снегири», - «Родина», - «Рыжий кот», - «Ты мой свет (но я тебе не верю)», - «Ты не бойся», - «Умничка», - «Эх, дал бы кто взаймы», - «Я живу в России», - «Я привык улыбаться людям», - «Я скучаю по тебе», - «Я уже устал». |

## Музыкальные видео
- 1995: Бьюсь, как рыба[113][114]
- 2000: Эх, дал бы кто взаймы[115]
- 2002: Снегири (режиссёр Фёдор Бондарчук)[116][117]
- 2003: Я скучаю по тебе (режиссёр С. Андрон)[118]
- 2003: Просто так (режиссёр С. Андрон)[119][120]
- 2003: Ветер в голове (режиссёр И. Коробейников) — вышел в 2013 году
- 2004: Голуби (официальный клип с концерта, вышедшего на DVD «Ветер в голове»)
- 2004: Алёшка (видеоряд)[121]
- 2007: Умничка (режиссёр А. Игудин)[122][123]
- 2010: Царство Божие (режиссёр Д. Коробкин) (OST «Ярослав»)[124][125]
- 2011: Не рассказывай (режиссёр А. Игудин) (OST «Счастливчик Пашка»)[126][127]
- 2012: Наблюдения во время прогулки (автор Алексей Комов)
- 2015: Не покидай меня (режиссёр А. Игудин) (OST «Развод по собственному желанию»)[128][129]
- 2018: Ядрёна-Матрёна[130][131]
- 2023: Когда-нибудь (режиссёр А. Смирнов)

### DVD
- 2003: DVD «Все грани» (не издан)
- 2004: DVD «Ветер в голове»
- 2006: DVD «10-летию творческой деятельности посвящается»
- 2009: DVD «Я живу в России» (клипы, дополнение к подарочному изданию альбома)
- 2017: DVD «5:0 в мою пользу»

## Фильмография
- 1999: «Ночной перекрёсток» (документальный, композитор, соавтор музыки)
- 2001: «Дальнобойщики» (композитор)
- 2001: «Прощённое воскресенье» (документальный, композитор)
- 2003: «С Новым годом, с новым счастьем!» (композитор)
- 2004: «Боец» (композитор)
- 2007: «Солдаты. Здравствуй, рота, Новый год» (в серии исполняется песня С. Трофимова «Боже, какой пустяк»)
- 2005: «Продаётся дача» (композитор)
- 2005: «Александровский сад» (в сериале звучит песня С. Трофимова «На краю» в исполнении Д. Пимановой)
- 2008: «Монтекристо» (в сериале звучит «Московская песня» С. Трофимова)
- 2009: «Платина-2» (майор Антонов, композитор)[132]
- 2010: «Ярослав. Тысячу лет назад» (композитор, саундтрек, клип)
- 2011: «Счастливчик Пашка» (композитор, клип)
- 2011: «Бабло» (герои фильма под караоке исполняют песню С. Трофимова «Я скучаю по тебе»)
- 2011: «Новогодняя СМСка» (таксист)
- 2012: «Верю» (в сериале звучит песня С. Трофимова «Я привык улыбаться людям»)
- 2015: «Развод по собственному желанию» (композитор, клип)
- 2015: «Белая стрела. Возмездие» (композитор, вступительные титры)
- 2017: «Крым» (звучит песня С. Трофимова «Я скучаю по тебе» (исполняет Геннадий Варивончик))
- 2018: «Крымский мост. Сделано с любовью!» (композитор)

## Музыкальные премии и награды
| Год  | Награда                              | Номинированная работа                                                                          | Результат | Категория              |
| ---- | ------------------------------------ | ---------------------------------------------------------------------------------------------- | --------- | ---------------------- |
| 2002 | Шансон года                          | Снегири                                                                                        |           | Песня                  |
| 2003 | Шансон года                          | Ветер в голове                                                                                 | Победа    | Песня                  |
| 2004 | Шансон года                          | Пожалей меня                                                                                   |           | Песня                  |
| 2005 | Шансон года                          | Ветер в голове                                                                                 | Победа    | Песня                  |
| 2006 | Шансон года                          | Весенний блюз Ностальгия                                                                       |           | Песня                  |
| 2007 | Золотой граммофон                    | Московская песня                                                                               | Победа    | Песня                  |
| 2008 | Золотой граммофон Шансон года        | Город Сочи Могу остаться                                                                       | Победа    | Песня                  |
| 2009 | Шансон года                          | Не покидай меня                                                                                |           | Песня                  |
| 2010 | Золотой граммофон Шансон года        | Не рассказывай Ветер в голове Всё неважно                                                      | Победа    | Песня                  |
| 2011 | Шансон года                          | Не рассказывай Танька                                                                          | Победа    | Песня Певец            |
| 2012 | Шансон года                          | Как мне сейчас хорошо Я привык улыбаться людям                                                 | Победа    | Песня Певец            |
| 2013 | Шансон года                          | Наблюдения во время прогулки Интернет                                                          | Победа    | Песня                  |
| 2014 | Золотой граммофон Шансон года        | Интернет Свет                                                                                  | Победа    | Песня                  |
| 2015 | Шансон года                          | Помолись Боже, какой пустяк                                                                    | Победа    | Песня                  |
| 2016 | Шансон года Реальная премия MusicBox | Мой сон Бывший подъесаул (Дуэт с Денисом Майдановым, Александром Маршалом и Олегом Газмановым) | Победа    | Песня Городской романс |
| 2017 | Шансон года Золотой граммофон        | Кораблик Жена (Дуэт с Денисом Майдановым)                                                      | Победа    | Песня Песня            |
| 2018 | Шансон Года                          | Народ                                                                                          | Победа    | Песня                  |
| 2019 | Шансон Года                          | Ядрёна-Матрёна                                                                                 | Победа    | Певец Песня            |
| 2020 | Виктория                             | Прости                                                                                         | Победа    | Городской романс       |
| 2021 | Шансон Года                          | Город в пробках (с Елизаветой Трофимовой)                                                      | Победа    | Песня                  |
| 2022 | Шансон Года                          | Подпишись на весну Народ                                                                       | Победа    | Песня                  |
| 2023 | Шансон Года                          | Когда-нибудь                                                                                   | Победа    | Песня                  |